# Ahmad Zahid Hamidi
Dato' Seri Dr. Ahmad Zahid Hamidi (en jawi: احمد زاهيد حميدي; Perak, 4 de enero de 1953) es un político malasio que ejerció como vice primer ministro de Malasia entre 2015 y 2018, durante la última etapa del gobierno de Najib Razak, ejerciendo varios cargos ministeriales durante su administración. En la actualidad se desempeña como presidente del partido Organización Nacional de los Malayos Unidos (UMNO) y de la coalición Barisan Nasional (Frente Nacional). Diputado por la circunscripción de Bagan Datok, Perak, es el actual Líder de la Oposición Federal de Malasia desde la renuncia de Najib Razak al liderazgo del partido el 12 de mayo de 2018.
Al principio de su carrera política, Zahid fue senador y presidente del Bank Simpanan Nasional, antes de convertirse en líder del ala juvenil de la UMNO. En 1998, Zahid se pronunció contra el primer ministro Mahathir Mohamad y pidió el fin del amiguismo y el nepotismo en el gobierno de Malasia. Visto como aliado del depuesto vice primer ministro Anwar Ibrahim, fue arrestado ese mismo año en virtud de la Ley de Seguridad Interna. Sin embargo, en 1999 se le permitió volver a la UMNO sin problemas, afirmando que Anwar lo había llevado a plantear denuncias de amiguismo y nepotismo y alegando que Anwar había utilizado su posición como ministro de Finanzas para dirigir las oportunidades comerciales a Zahid.
Después de las elecciones federales de 2004, Zahid se convirtió en viceministro dentro del Gabinete de Abdullah Ahmad Badawi. Mientras era viceministro, Zahid estudió y obtuvo el título de Doctor en Filosofía en la Universidad Putra de Malasia. Después de las elecciones de 2008, Zahid fue nombrado ministro en el Departamento del primer ministro. Najib Razak lo nombró ministro de Defensa en su primer gabinete, en abril de 2009. Sustituyó a Hishamuddin Hussein como ministro del Interior en 2013, mientras que Hishamuddin lo sustituyó como ministro de Defensa. En 2015 accedió al cargo de vice primer ministro.
Tras la primera derrota electoral del Barisan Nasional, en 2018, Najib dimitió como líder del partido y entregó el cargo interinamente a Zahid, quien se convirtió en Líder de la Oposición Federal. En las elecciones primarias de la UMNO que siguieron, Zahid derrotó por estrecho margen a Khairy Jamaluddin y Tengku Razaleigh Hamzah, convirtiéndose en presidente pleno del partido y líder definitivo de la oposición de Malasia.